# Liste des vicomtes d'Avignon
La liste des vicomtes d'Avignon présente les personnalités ayant porté le titre de vicomte et gouverné la cité d'Avignon (Xe – XIIe siècle), au cours de la période médiévale. Avignon relève du comté de Provence.

## Histoire

### Xesiècle
Au cours du Xe siècle, Poly (1976) relève que les vicomtes voient leurs attributions modifiées avec l'intégration de la Provence au royaume rodolphien de Bourgogne,. Ces nouveaux vicomtes apparaissent aux côtés des comte de Provence et ils ne sont pas associés à une cité particulière, contrairement aux usages antérieurs pour les vice dominici,. Le titre n'est pas transmissible.
- 916 : Hugues (Uc), aux côtés du comte Boson d'Arles, frère du marquis Hugues[1],[2].
- 962 : Nevolong (Nivion), aux côtés du comte Guilhem/Guillaume I[1],[2].
- 976 : Bermond[2], aux côtés du comte Guilhem/Guillaume II[1],[2].
- 1005/6 : Aufant/Auphant[1] (mort avant 1037)[3].

L'érudit local, Eugène Duprat (1923), rappelle que Manteyer (1908) a cherché « à établir […] qu’il existait une famille de vicomtes avignonnais sur la rive gauche de la Durance, seigneurs de Mézoargues, et une autre famille sur la rive droite de la Durance, seigneurs de Pont-de-Sorgues », semblant confondre deux toponymes. Ce dernier considérait qu'Aufant/Auphant aurait pu être le fils du vicomte Bermond et que les témoins de l'acte de 1041, Rostaing, Amalric, Guillaume, Boniface et Laugier, mentionnés comme vicomtes, seraient ses fils. Duprat (1923) soulignait que l'acte ne précisait aucune filiation, tandis que Poly (1976) ne les mentionnent pas. Mazel (2008) ne mentionne que Rostaing, fils d'Aufant, dit vicomte, en 1041 et 1044.

### XIe–XIIesiècle
Mazel (2008) constate qu'une seconde série de vicomtes émerge, sous l'égide des comtes de Provence, au cours des années 1040, à Avignon, ainsi qu'à Sisteron, Gap et Fréjus. Poly (1976) place la création de la vicomté d'Avignon entre 1040 et 1044, correspondant à une passe difficile pour le comte Foulques Bertrand de Provence dans l’administration de son comté. Pour Manteyer, cette nouvelle création correspondait plus précisément au jeune âge du comte et donc à la mise en place d'un pouvoir pouvant garantir une certaine stabilité,. La médiéviste Mariacristina Varano (2011) considère quant à elle que la vicomté d'Avignon pourrait être plus ancienne. Bérenger est ainsi présent, à Saint-Victor à Marseille, auprès du comte Bertrand.
Le titre est désormais associé systématiquement à une cité et la transmission devient en partie héréditaire. Il semble de plus que  dans le cas d'une fratrie nombreuse, les frères se partagent le titre. L'apparition d'une lignée vicomtale à Avignon s'explique en raison du dynamisme de la cité « en termes de prestige, de droits fiscaux, d’activités économiques, de population aussi ».
- v. 1044-1063/65 : Bérenger I († v. 1063/65)
Fils du judex (juge) Alleaume/Adalelme, lui-même paré du titre de juge (1030-1038/39)[8],[2]. Il épouse Gerberge, fille d'Odile et de Miron[2],[7].
- 1065-1090 : Bérenger II (mort après 1065), Guilhem/Guillaume († v. 1075/96), Laugier († v. 1096), Rostaing/Rostan Bérenger († v. 1101), fils du précédent.
Ils héritent du titre de vicomte de Sisteron, à la mort de Miron II, frère de Gerberge[2],[7].
- 1101/1105 : Ermessende/Ermessen
la veuve de Rostaing Bérenger rend hommage à la comtesse Adélaïde, pour les trois quarts des châteaux d'Avignon, de Manosque et de Forcalquier.
- 1130-ap. 1146 : Jaufré/Geoffroy, fils des précédents[2].
- ap. 1146-1195 : Bérenger III, fils du précédent[2].